# ポカホンタス (ディズニーキャラクター)
- ポカホンタス (映画) > ポカホンタス (ディズニーキャラクター)
- ディズニープリンセス > ポカホンタス (ディズニーキャラクター)

ポカホンタス（Pocahontas）は、ウォルト・ディズニー・アニメーション・スタジオの1995年の映画『ポカホンタス』の主人公で、ディズニープリンセスの7人目のプリンセスである。
実在した歴史上の人物ポカホンタス（1596年 - 1617年）をもとにしており、実在の人物をもとにした最初のディズニープリンセスである。また、ネイティブアメリカンのツェナコマカ連邦の首長の娘で、最初のアメリカ人ディズニープリンセスである。
ポカホンタスの声は、1995年の映画や1998年の続編、関連メディアでネイティブアメリカンの女優アイリーン・ベダードが担当している。ベダードはキャラクターのモデルの一人でもある。歌声はブロードウェイ歌手のジュディ・クーンが担当している。

## 製作

### 構想と執筆

実在したポカホンタスの肖像画

『ビアンカの大冒険 ゴールデン・イーグルを救え!』（1990年）で監督デビューしたマイク・ガブリエルは、歴史の本でポカホンタスの絵を見つけ、彼女についての映画をディズニーの重役に提案したいと思った。女性を描くのが得意でないと感じていた彼は、ピッチ会議に『ピーター・パン』（1953年）のタイガー・リリーのゼロックス画像に動物を加えたものを持参した。彼の映画の一文ピッチは「インディアンのプリンセスがイギリス人の入植者に恋をし、父親の入植者を滅ぼしたいという願いと、彼らを助けたいという自分の欲求との間で引き裂かれる」だった。ディズニーの重役がポカホンタスのキャラクターを要約するように求めたとき、ガブリエルは「彼女は問題を抱えた女の子だ」と答えた。ウィリアム・シェイクスピアの劇『ロミオとジュリエット』にインスパイアされたガブリエルとエリック・ゴールドバーグの二人の監督は、異なる背景を持つ二人のキャラクターが恋に落ちる物語にしたかった。
ストーリー監督のトム・シトーは、このプロジェクトの非公式な歴史顧問となり、初期の植民地時代とジョン・スミスとポカホンタスの物語について広範な調査を行ったが、歴史学者たちから歴史の不正確さを指摘された。実際にポカホンタスがジョン・ロルフと結婚したことを知っていたガブリエルは、「ポカホンタスとロルフの物語は若い観客には複雑すぎて暴力的すぎる」と感じたため、ポカホンタスとジョン・スミスの出会いに焦点を当てることにしたと説明した。実際のポカホンタスはジョン・スミスと出会ったとき11歳か12歳だったが、彼女のアニメーターのグレン・キーンによると、映画では18歳か19歳として描かれている。この変更は、30歳のスミスが子供と恋に落ちる映画は「気持ち悪い」ために行われたとキーンは説明した。ロイ・E・ディズニーは、ポカホンタスを歴史上の人物よりも年上にすることで、映画が「よりドラマチック」になると感じた。
ディズニーは、先住民文化を正確に描写するために、先住民の俳優や組織に相談した。『ロサンゼルス・タイムズ』のエレイン・デュトカは、これは『アラジン』（1992年）がアメリカ・アラブ反差別委員会から否定的な反応を受けたことが原因だと推測したが、ディズニーはデュトカの理論を否定した。ポカホンタスの父、ポウハタン役を演じた先住民活動家のラッセル・ミーンズは、ポウハタンが映画のシーンで贈り物をする際にポカホンタスが「光栄です」と言うよう提案し、これは先住民の話し方を反映していると述べた。ディズニーはミーンズの提案に従って映画の脚本を変更した。マイケル・アイズナーは「いつも母親がいないことで非難される」と嘆き、ポカホンタスに母親を持たせることを推した。脚本家たちは、ポウハタンが一夫多妻であり、他の隣接する部族との間に同盟を築くために地元の女性を妊娠させ、その子供を渡していたため、ポカホンタス自身も母親にあまり会っていなかったと反論した。ストーリーボードアーティストのジョー・グラントは、ポカホンタスの母親を表現するために渦巻く葉のアイデアを考案した。ポカホンタスは最初のネイティブアメリカンのディズニープリンセスであり、ディズニー映画の主役として初の有色人種の女性となった。2014年現在、歴史上の人物を基にした唯一のディズニープリンセスである。

### 個性とデザイン

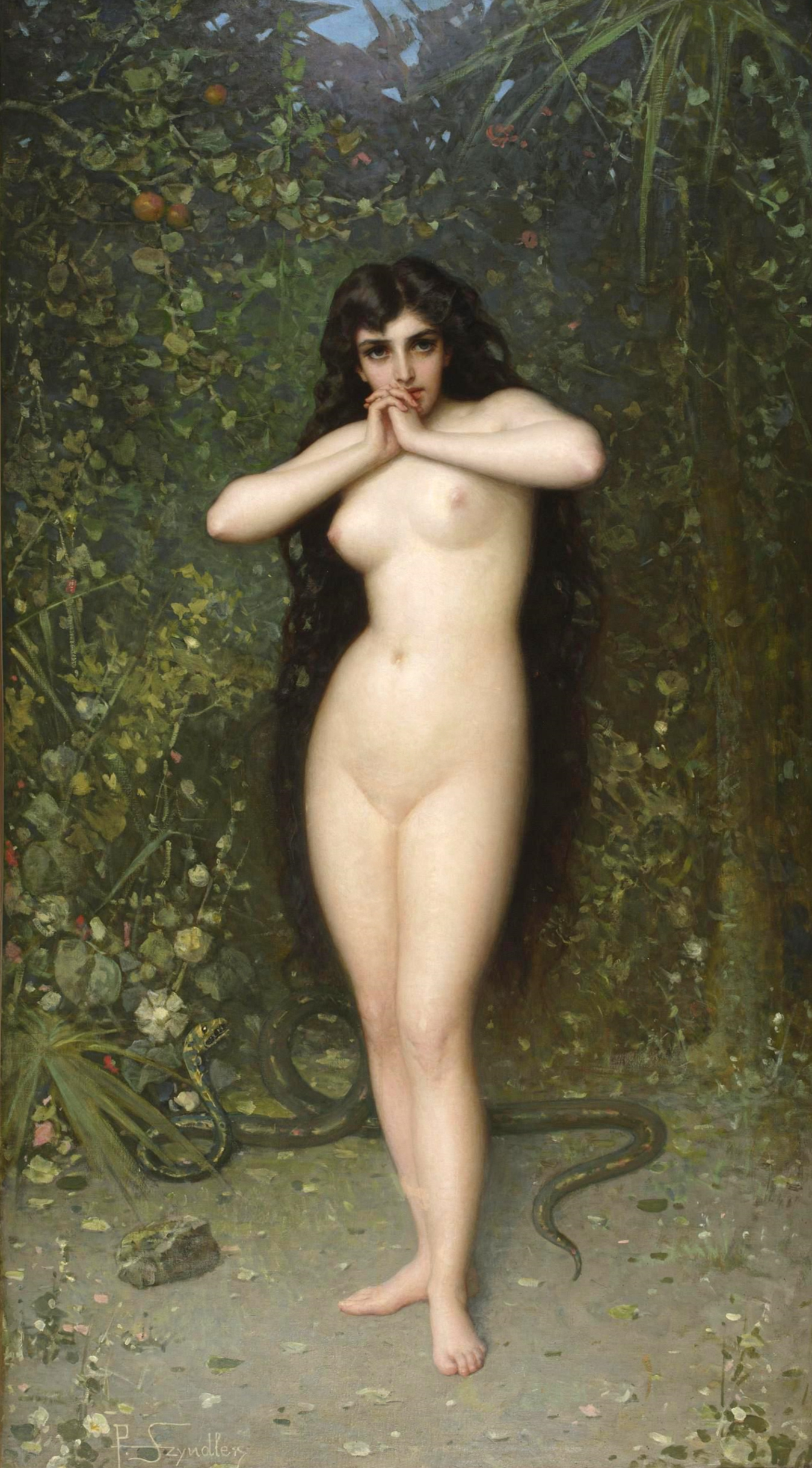
アニメーターのグレン・キーンは、ポカホンタスを部族版のイヴになぞらえた。

キーンは、アリエル（リトル・マーメイド、1989年）やベル（美女と野獣、1991年）とは違って、自信に満ちた女性としてポカホンタスを描きたかった。映画のプロデューサー、ジム・ペンタコストは、ポカホンタスを「これまでのディズニー映画で最も強いヒロイン」と見ていた。ディズニーの広報担当者ハワード・グリーンは、スタジオがこの映画でネイティブアメリカンのキャラクターを「リアル」かつ「公正」に描きたいと考えており、『ピーター・パン』（1953年）の非常にコミカルで大まかな、そして不正確なネイティブアメリカンの描写とは対照的であると述べた。また、グリーンはスタジオが北米先住民に対するステレオタイプを強化したくなかったとも言った。映画のスタッフは、バージニア州のユナイテッド・インディアンズの会長であるレイ・アダムスと会い、未完成のアニメーションと「カラー・オブ・ザ・ウィンド」の10分間を見せて、ポウハタン文化により正確に近い形でポカホンタスを描いているかどうかを確認した。アダムスは、キャラクターの衣装がネイティブアメリカンの服装を正確に表現していると感じ、「非常に美しく、非常に知的で、非常に愛情深いと描かれている」とコメントした。それはネイティブアメリカンの特徴であり、私たちは通常、愛情深いとは描かれないが、私たちが愛情深く入植者を助けなければ、彼らは最初の3つの冬を乗り越えることができなかっただろう、と語った。

アリエルのような女性キャラクターのアニメーションで知られるグレン・キーンが、すぐにポカホンタスを描くために選ばれた。ジェフリー・カッツェンバーグから「これまでで最も理想的で最高の女性」にするよう求められたキーンは、まずバージニア州へのリサーチ旅行で出会ったシャーリー・リトル・ダヴ・カスタロウ＝マゴーワンとデヴィ・ホワイト・ダヴからインスピレーションを得ようとした。キーンは彼女たちに会った時のことを振り返っている。
振り向くと美しいインディアンの女性が近づいてきた。ネイティブアメリカンだ。彼女は『あなたはポカホンタスを描くアニメーターのグレン・キーンですか？』と言った。僕は『そうだよ』と答えた。そして、もう一本の木の後ろからもう一人の女性が現れて、『私の名前はシャーリー・リトル・ダヴで、こちらは私の妹のデヴィ・ホワイト・ダヴです。私たちはポカホンタスの子孫です』と言った。彼女たちがそこに立っている間、二人の顔の間にポカホンタスの顔が見えたんだ。
他のインスピレーションの源は、クリスティー・ターリントン、ナタリー・ベルコン、ナオミ・キャンベル、ジェイミー・ピロー、白人スーパーモデルのケイト・モス、シャーメイン・クレイグ、そしてポカホンタスの声を担当したアイリーン・ベダードだった。キーンはまた、歴史書の1620年のポカホンタスの描写も参考にしたが、彼女が「『ピープル』の『最も美しい』号に登場する候補ではなかった」ため、「顔にアジア的な要素を加えて少し調整をした」と述べた。ポカホンタスと彼女の部族の全員が映画で裸足で描かれているのは、彼らの自然とのつながりを示すためだと考えられる。アニメーションの色彩、形、表情の複雑さのため、マーク・ヘンやプレズ・ロマニロスを含む合計55人のアニメーターがポカホンタスのキャラクターデザインに取り組んだ。
フィリピン人の大学生ダイナ・テイラーは、ポカホンタスのモデルとして200ドルを支払われた。彼女はポカホンタスの顔の主なモデルであり、3年間でディズニーのアニメーターと4回のセッションを行ったと主張している。ある時点で、彼女は15人のアニメーションアーティストに囲まれて顔の特徴をスケッチされたと言う。彼女にはポカホンタスの画像が与えられ、キーンが「ダイナへ、私たちにインスピレーションを与えてくれたことに感謝して」とサインした。しかし、映画にクレジットされなかったことに失望し、テイラーはディズニーを訴えることを検討したが、相談した弁護士からやめるように勧められた。キーンは『ニューヨーク・タイムズ』に対し、テイラーの映画への貢献はクレジットに値しないと考えたと述べた。
キーンは、キャラクターの最終バージョンが、初期のディズニーキャラクターであるジェシカ・ラビットよりも性的ではなく、より運動的であり、部族版のイブに似ていると感じた。

## テーマ
ポカホンタスは、父親が望む男性との結婚を拒むことで父親の家父長的な考えに立ち向かうフェミニストキャラクターとされている。スティーブン・F・オースティン州立大学の英語助教授メーガン・コンディスは、ポカホンタスが以前のディズニープリンセスと比べて「恋愛関係にあまり依存せず、もっと積極的に行動するキャラクター」であり、「実際に統治に積極的な役割を果たす最初のプリンセスの一人」だと述べている。『アトランティック』のソフィー・ギルバートは、ポカホンタスを創造するにあたって「ディズニーは初めて、自立し恐れ知らずで強い自己認識を持つヒロインを提供した」と意見を述べた。ギルバートは、白雪姫やシンデレラとは違い、ポカホンタスは結婚の外に幸せを見つけることができると指摘している。MTVのローレン・ヴィーノは、ポカホンタスが救われる立場の女性ではなく、スミスの命を救う側であることに注目した。
ポカホンタスの20周年に際して、A.V.クラブのキャロライン・シーデは、この映画が「ポップカルチャーにおけるネイティブアメリカンの最も注目される物語の一つである」と述べた。BBCのトム・ブルックは、ポカホンタスの描写が「1970年代半ばからの20年間で部族の権利と利益を保護する法律によってネイティブアメリカンの権利が強化されたこと」の影響を受けたと述べた。

## 出演

### ポカホンタス
映画の冒頭で、ポカホンタスは父親の最も勇敢な戦士の一人であるココアムが彼女に結婚を申し込んだことを知る。（結婚指輪の代わりに、ポカホンタスは亡き母の結婚ネックレスを渡され、それを映画のほとんどのシーンで身に着けている。）しかし、ポカホンタスはこれが自分にとって正しい道だとは感じていない。彼女は最初にヨーロッパ人を乗せた船を見つけ、その船の帆を雲と勘違いする。ポカホンタスは後に入植者の一人、ジョン・スミスと出会う。物語が進むにつれ、彼女の母親が亡くなり、父親と一緒に暮らしていることが明らかになる。
二人は次第にお互いを知り合い、それぞれの人々や生活、異なる世界についていろいろと質問する。しかし、ジョン・スミスがネイティブアメリカンに対する偏見を無意識に表したことで、会話は険悪になる。ポカホンタスは「カラー・オブ・ザ・ウィンド」の歌を通じて、自然の美しさと地球を尊重することの大切さをジョンに説明する。これにより、ジョンは自分の考えの誤りに気付き、改心し、二人は恋に落ちる。
ココアムがポカホンタスとジョン・スミスがキスしているのを見つけると、彼は激怒し、白人男性に襲いかかる。ポカホンタスは二人を引き離そうとするが、ジョンを探しに来たトーマスがココアムを撃ち殺してしまう。ジョン・スミスはココアムの死の責任を負い、ポウハタン酋長の部下に逮捕され、日の出に斬首刑を宣告される。
ポカホンタスは、ネイティブアメリカンと入植者の間の戦争を引き起こす処刑を止めなければならないことに気付く。彼女は処刑が行われる場所へ向かい、自然の力に呼びかけて時間内に到着するように助けを求める。ポカホンタスはギリギリでジョン・スミスの上に飛び込み、父親に斬首されるのを防ぐ。父親は正気を取り戻し、スミスを解放する。総督ラトクリフが激怒して酋長を撃とうとすると、ジョン・スミスはポウハタンを押しのけて代わりに銃弾を受ける。
すぐ後に、負傷したジョン・スミスは彼女に一緒にイギリスへ来るように頼むが、彼女は自分の居場所は人々と共にバージニアにあると説明する。彼を慰めるために、「何があっても、私はいつもあなたと一緒にいる」と告げる。二人はキスし、男たちは彼を船に運び込む。船が出航するとき、ポカホンタスは海を見下ろす崖まで全力で走る。ジョンはポウハタンの方式で別れの挨拶をし、ポカホンタスも同じ方法で応える。これは二人が初めて出会ったときに彼女が彼に教えたものだった。

### ポカホンタスII/イングランドへの旅立ち
『ポカホンタスII/イングランドへの旅立ち』では、ポカホンタスが外交官としてロンドンに行き、ラトクリフの策略によってジェームズ王が命じようとしている自分たちの民への攻撃を阻止しようとする。そこで彼女はジョン・ロルフに付き添われ、次第に彼とロマンスを育む。最後にはジョン・スミスと再会するが、彼に「もう昔のように同じ道を歩んでいない」と説明し、別れる。ラトクリフを暴露し、彼が王の命令で逮捕された後、ポカホンタスとジョン・ロルフは一緒にバージニアへ戻る船に乗り、船が夕日に向かって進む中、キスを交わす。

### ディズニーパークとライブショー
ポカホンタスは、ウォルト・ディズニー・パークス・アンド・リゾーツのフロンティアランドやディズニー・アニマル・キングダムで、ミーコやジョン・スミスと一緒にグリーティングに登場している。彼女はミーコに次いで、最もよく見られる『ポカホンタス』のキャラクターだ。かつてはディズニー・アニマル・キングダムで1998年から2008年まで「Pocahontas and her Forest Friends」というショーが行われていた。現在、ディズニー・ハリウッド・スタジオの夜のエンターテインメント「ファンタズミック!」やディズニー・カリフォルニア・アドベンチャーの「ワールド・オブ・カラー」に出演している。ポカホンタスとジョン・スミスは、ディズニー・クルーズ・ラインのステージショー「ゴールデン・ミッキーズ」にも登場し、船上でのグリーティングにも出てくることで知られている。また、ポカホンタス、ミーコ、フリットは、香港ディズニーランドの「イッツ・ア・スモールワールド」にカメオ出演している。

### その他
彼女はテレビシリーズ「ハウス・オブ・マウス」の多数のエピソードにカメオ出演し、「ディズニー365ベッドタイムストーリーズ」のいくつかの物語にも登場する。
また、他のディズニープリンセスたちと共に、2018年の映画『シュガー・ラッシュ:オンライン』に登場し、ベダードが声を再び担当している。
ビデオゲーム「ディズニー マジックキングダムズ」では、プレイ可能なキャラクターとして登場する。
2023年の実写/アニメーション映画『ワンス・アポン・ア・スタジオ -100年の思い出-』にも登場し、クーンが再び歌声を担当している。

## 評価
MTVのローレン・ヴィーノは、ポカホンタスをディズニープリンセスの中で最高だと考えている。『サンフランシスコ・クロニクル』のピーター・スタックは、ポカホンタスとスミスのロマンスを称賛し、「映画が恋人たちを孤立させ、彼らの秘密の出会いや、ためらいがちな魅了されたまなざし、初めてのキスは魅力的なものだ」と書いている。『エンターテインメント・ウィークリー』のオーウェン・グレイバーマンは、ポカホンタスとジョン・スミスは「一般的」だと述べた。『ローリング・ストーン』のピーター・トラヴァースは彼女を「ポカ・ボア・ミー」と呼び、「彼女はジョンに土地の精神を守ることを教えるのに忙しくて、ロマンスのための時間がほとんどない」と嘆いた。

## ネットミーム
日本のインターネット文化では、海外留学の経験や恋人が外国人であることなどから、海外志向が強く事あるごとに海外の事情を引き合いに出したり、会話に英語を混ぜて話すような女性を揶揄するネットミームとして、そうした女性に多いとされる黒髪ロングのワンレングスかきあげヘア、露出が多くオリエンタルな雰囲気といった容姿から「ポカホンタス女」という表現が2020年頃に生まれている。